# Araux

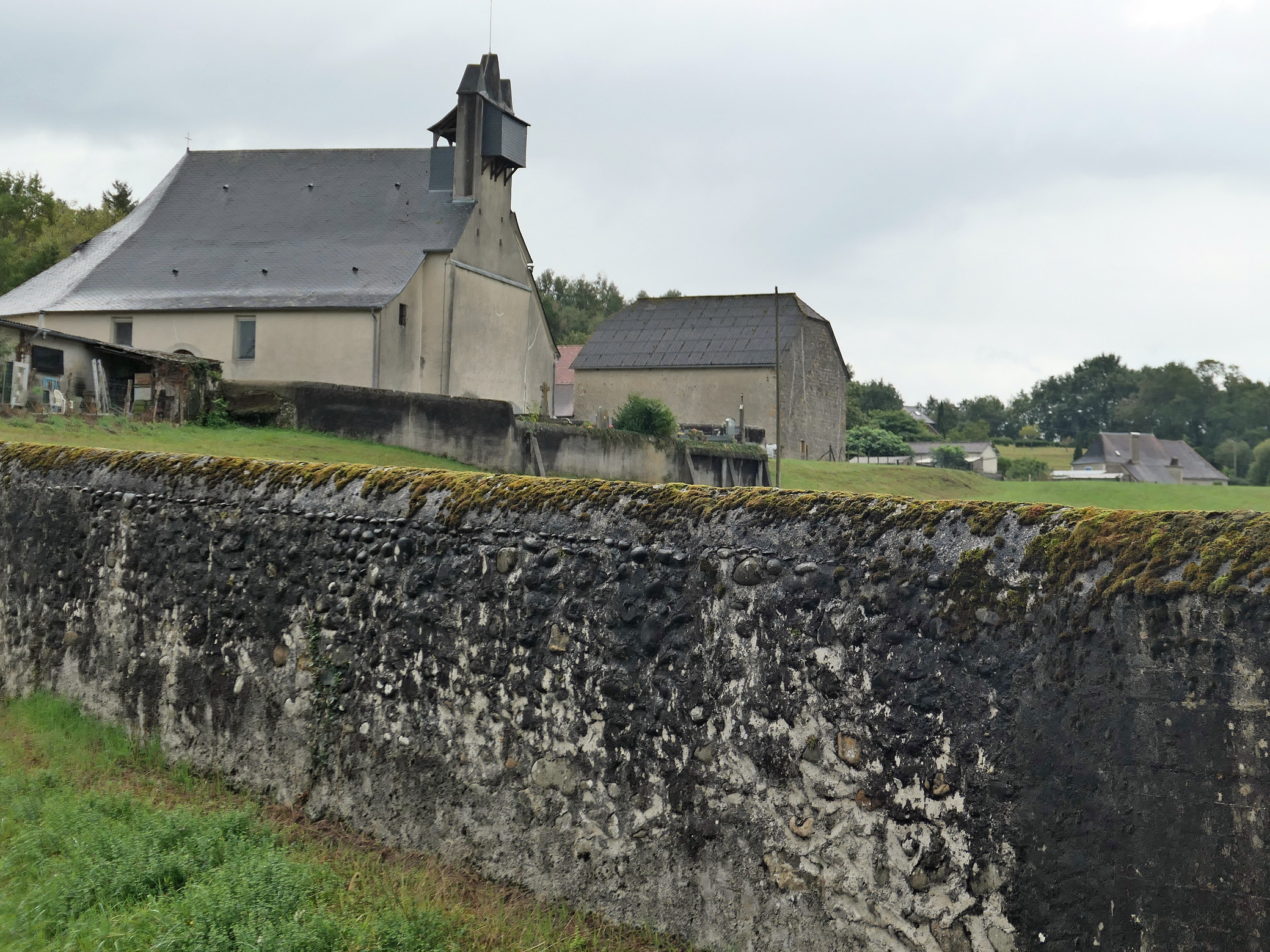
Kirche Saint-Jean-Baptiste in Araux

Araux ist eine französische Gemeinde mit 134 Einwohnern (Stand 1. Januar 2022) im Département Pyrénées-Atlantiques in der Region Nouvelle-Aquitaine. Die Gemeinde gehört zum Arrondissement Oloron-Sainte-Marie und zum Kanton Le Cœur de Béarn (bis 2015: Kanton Navarrenx).
Der Name in der gaskognischen Sprache lautet Araus.

## Geographie
Araux liegt in einem waldreichen Gebiet circa 27 Kilometer nordwestlich von Oloron-Sainte-Marie im Béarn.
Umgeben wird Araux von den Nachbargemeinden:
- Audaux im Norden,
- Viellenave-de-Navarrenx im Osten,
- Charre im Süden sowie
- Araujuzon im Westen.

Araux liegt im Einzugsgebiet des Flusses Adour am linken Ufer des Gave d’Oloron, einem Zufluss des Gave de Pau. Zuflüsse des Gave d’Oloron, der Lausset und die Bäche Cassou dou Boue und Ruisseau de Lescuncette durchfließen das Ortsgebiet.

## Geschichte
Im 13. Jahrhundert erwähnten die Schriften einen Bischof namens Arnaud d’Araux, der beauftragt war, die Kapelle von Gabas einzuweihen. Araux selbst wird im 13. Jahrhundert erstmals unter den Namen Araus im Kopialbuch von Tarragona erwähnt. In der Volkszählung im Jahre 1385 wurden 27 Haushalte gezählt und vermerkt, dass die Siedlung in der Bailliage von Navarrenx liegt. Am Ende des Mittelalters war Araux eine relativ bedeutsame Ortschaft mit einem Laienkloster, lehnsabhängig vom Vicomte von Béarn, und zwei adligen Familien, die Lo Casteg und die des Abtes des Laienklosters. Im späteren Verlauf kam Anaux zum Baronat von Jasses. Nach den Hugenottenkriegen im 17. Jahrhundert gehörte das Dorf der Familie Casamajor-Jasses, die das Lehen mit dem Laienkloster zusammenlegten.

### Einwohnerentwicklung
| Jahr      | 1968 | 1975 | 1982 | 1990 | 1999 | 2006 | 2009 | 2022 |
| --------- | ---- | ---- | ---- | ---- | ---- | ---- | ---- | ---- |
| Einwohner | 115  | 109  | 123  | 110  | 115  | 118  | 129  | 134  |

## Sehenswürdigkeiten
- Pfarrkirche, gewidmet Johannes dem Täufer, wurde wie viele Kirchen während des Hugenottenkrieges zerstört. Die heutige Kirche wurde im 17. Jahrhundert gebaut. Der Glockengiebel hat die charakteristische Form eines Clocher trinitaire als Symbol der Trinität. Wegen der drei Kreuze auf den Spitzen der Dachaufsätze des Giebels lässt sich auch eine Verbindung mit der Passion Christi auf dem Berg Golgotha herstellen. Der gedeckte Vorbau schützt das seitliche Eingangsportal, eingefasst in einem Rundbogen aus Quadersteinen. Das Kircheninnere ist in einem Haupt- und einem Seitenschiff eingeteilt. Wahrscheinlich im 19. Jahrhundert hat der Innenraum Wandmalereien erhalten mit Blumenmotiven, deren Farben sich nach dem jeweiligen Altar in der Nähe richten.[7]
- Am Ende einer Allee inmitten üppiger Vegetation steht das am Ende des 18. Jahrhunderts erbaute Schloss, Die Fassade mit orangefarbenem Putz, der im Kontrast zu den hellen Quadersteinen steht, die in einem Rundbogen die Fenster umrahmen, ist im sogenannten Île-de-France-Stil gehalten.[8]
- Die 20 m lange und 3 m breite Brücke überquert den Lausset in einem Stück ohne Pfeiler. Der Entwurf der Brücke ist Gustave Eiffel zu verdanken, die Ausführung im Jahre 1891 allerdings der Firma Labas in Bayonne, zwei Jahre nach der Weltausstellung in Paris.[9]

## Wirtschaft und Infrastruktur
Araux liegt in den Zonen AOC des Ossau-Iraty, ein traditionell hergestellter Schnittkäse aus Schafmilch, sowie der Schweinerasse und des Schinkens „Kintoa“.

### Verkehr
Araux wird durchquert von der Route départementale 936 (ehemalige Route nationale 636).